# Bătălia de la Pasul Kasserine
Bătălia de la Pasul Kasserine a fost o bătălie din Campania din Tunisia din cel de-- al Doilea Război Mondial, care a avut loc în februarie 1943. Este de fapt o serie de lupte, care au avut loc în jurul pasului Kasserine, o depresiune cu lățimea de trei kilometri în Munții Tunisieni din Munții Atlas. Orașul Kasserine este situat la vest de Tunisia.
Forțele Axei erau comandate de Generalfeldmarschall Erwin Rommel, care erau în primul rând din Afrika Korps, Grupul de Asalt, elemente din Divizia Blindată Centauro italiene și două divizii de Tancuri detașate din Armata 5 de Tancuri, în timp ce alcătuirea forțelor Aliate a constat din Corpul II SUA comandate de general-maior Lloyd Fredendall,
Divizia 6 Britanică comandată de general-maior Charles Keightley) și părți din Armata I-a comandată de general-locotenent Kenneth Anderson).
Bătălia a fost prima mare luptă între americani și forțele Axei din cel de-al Doilea Război Mondial în Africa. Lipsiți de experiență și prost conduse, trupele americane au suferit multe pierderi și au fost repede împinși înapoi cu peste 80 de km din pozițiile lor de vest de Pasul Faïd. După o primă înfrângere, elementele Corpului II SUA, cu întăriri britanice, au păstrat ieșirile prin trecătorile montane în vestul Tunisiei, învingând ofensiva Axei. Ca urmare a bătăliei, Armata SUA a instituit schimbări radicale de organizare și înlocuit comandanții și unele tipuri de echipamente.

## Fondul bătăliei
Forțele americane și britanice au aterizat în mai multe puncte de-a lungul coastei franceze în Maroc și Algeria, pe 8 noiembrie 1942, în timpul Operațiunii Torța. Acest lucru a urmat la doar câteva zile după străpungerea liniilor germane de către Armata Britanică a Opta (comandată de general-locotenent Sir Bernard Montgomery) după cea de-a Doua Bătălie de la El Alamein. Ca răspuns, trupe germane italiene au fost transportate cu feribotul din Sicilia pentru a ocupa Tunisia, una dintre puținele zone ușor de apărat din Africa de Nord și fiind la o distanță de o singură noapte de navigare de la bazele din Sicilia. Această distanță scurtă a făcut foarte dificil navelor militare Aliate să intercepteze transportul forțelor Axei, în timp controlul aerian s-a dovedit la fel de dificil, cea mai apropiată  bază aeriană Aliată de la Tunisia, fiind la Malta, a fost de peste 320 km distanță.

Schiță cu harta Tunisiei în perioada 1942-43 din campanie

Cursa pentru Tunis era în lunile noiembrie și decembrie 1942 ca fiind termenul pentru ca trupele Aliate să încerce să ajungă la Tunis înainte ca întăririle germane și italiene să ajungă acolo. Din cauza condițiilor de drum și feroviare proaste, doar o mică forță de dimensiunile unei divizii a forțelor Aliate putea fi asigurată și în excelentul teren defensiv, era suficient un număr mic de trupe germane și italiene să zădărnicească această încercare. Comasarea trupelor Aliate a continuat, mai multe avioane au devenit disponibile și au fost construite noi aeroporturi în est, în Algeria și Tunisia. Aliații au redus fluxul de trupe și echipamente ale Axei în Tunis și Bizerta, dar o importantă forță a Axei era deja debarcată pe mal. 
Pe 23 ianuarie 1943 Armata a Opta Britanică a ocupat Tripoli, baza principală de aprovizionare a lui Erwin Rommel. Rommel se aștepta la acest lucru, mutând linia de aprovizionare la Tunis, intenționând să blocheze partea de sud a Tunisiei de la Tripoli la Gabès. La Linia Mareth, unde francezii au construit linie de apărare împotriva trupelor italiene din Libia, a fost
| “ | o linie de cazemate franceze învechite, care în niciun caz nu se ridicau la standardele cerute de un război modern.... | ” |

-Rommel.

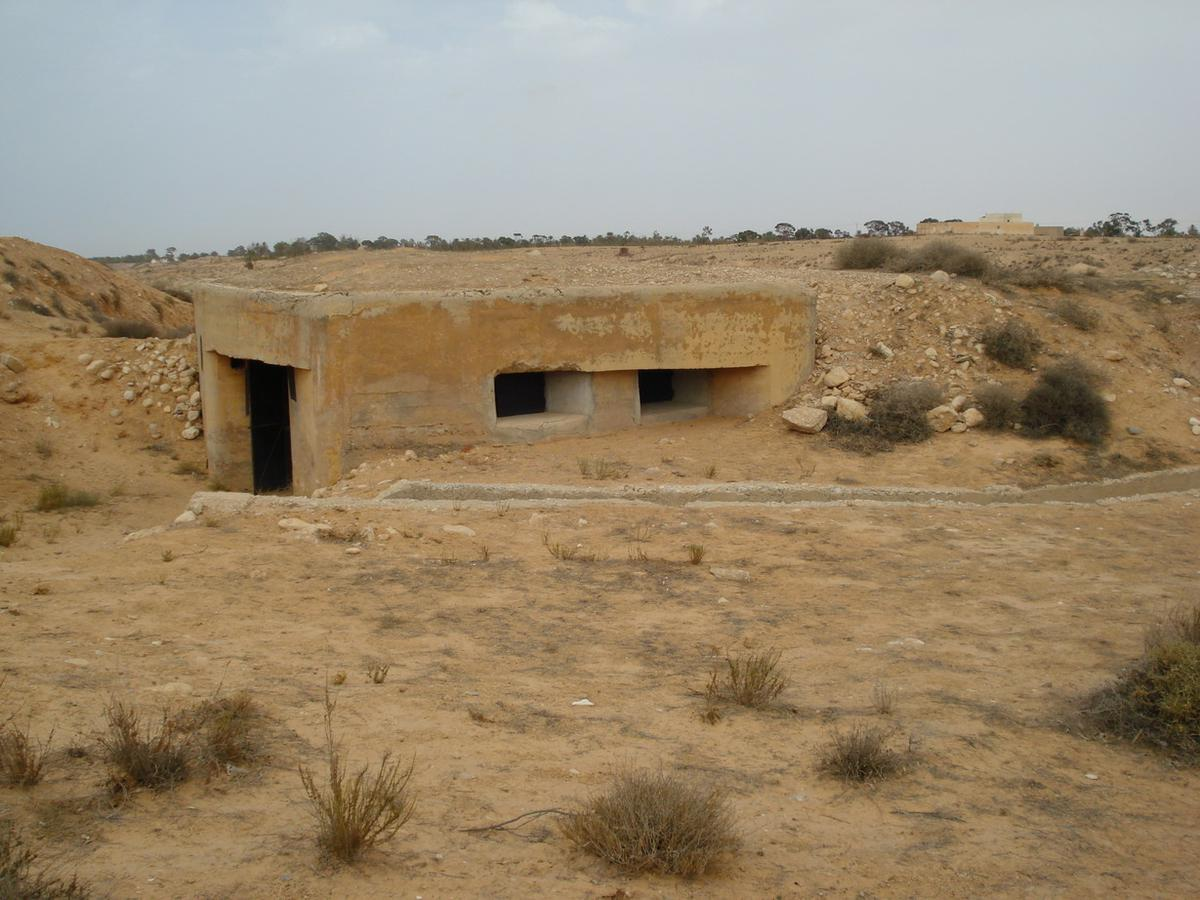
Buncăr de infanterie din Linia Mareth

Trupele aliate au trecut deja Munții Atlas și au înființat o bază înainte de Faïd, la poalele munților pe brațul estic, o poziție excelentă pentru a controla zona din est până la coastă, divizând forțele Axei în sudul Tunisiei de forțele mai la nord, și  tăind linia lor de aprovizionare din Tunis.

## Preludiul bătăliei

### Pasul Faïd

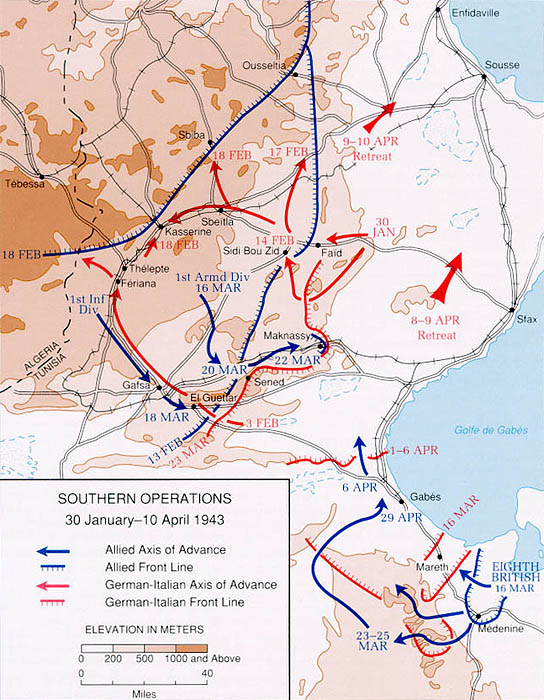
Tunisia, 30 Ianuarie – 10 aprilie 1943

Elemente din a Armata a 5-a Panzer, condusă de generalul Hans-Jürgen von Arnim, a ajuns la pozițiile Aliate la poalele estice ale Munților Atlas pe 30 ianuarie. Divizia 21 Panzer a întâlnit trupele franceze la Faïd și în ciuda excelentelor utilizări a tunului francez de 75 mm, care a provocat pierderi grele în rândul infanteriei germane, apărătorii au fost ușor împinși înapoi.
Artileria și tancurile americane din Divizia 1 Blindată a intrat în luptă, distrugând câteva tancuri inamice și forțând restul înapoi în ceea ce părea a fi o retragere.
Acest lucru a fost însă o capcană, și când Divizia 1 Blindată Americană a început să urmărească germanii, a fost atacată de un baraj german de tunuri anti-tanc suferind pierderi grele. Un observator de artilerie aflat într-o poziție înaintată, ale cărui legături radio au fost tăiate de către tirul de artilerie de mai sus, relata: 
| “ | Era un măcel. Veneau în fața gurilor tunurilor germane de 88mm și tot ce puteam să fac, era să stau neputincios și să privesc cum tanc după tanc explodează în bucăți, iau foc, sau opresc avariate. Cei din spate încercau să se retragă, dar tunurile de 88 păreau să fie peste tot. | ” |

-Westrate, 1944
Divizia 21 Panzer și-a reluat înaintarea spre Faïd. Victimele infanterie americane au fost exacerbate de practica de a săpa adăposturi superficiale de protecție contra schijelor, în loc de adăposturi defensive de luptă, astfel că conducătorii tancurilor germane puteau zdrobi cu ușurință cu șenila tancului un om retras într-un astfel de adăpost, conducând tancul peste adăpost și făcând în același timp o jumătate de rotire cu tancul.
Multe încercări au fost făcute de către Divizia 1 Blindate de a opri înaintarea germană, dar toate cele trei de comandamente de luptă au constatat, că fiecare poziție defensivă pe care au încercat să le ocupe au fost deja depășite fiind atacați de trupele germane și suferind pierderi grele. Pe 2 februarie, Divizia 1 Blindată a fost obligată să își înceteze atacurile și să se constituie ca rezervă. Germanii au capturat cea mai mare parte din Tunisia blocând intrările joase spre coastă. Aliații au menținut o zonă cu formă aproximativ triunghiulară în Munții Atlas, dar cu ieșirile blocate acest lucru a fost doar un mic avantaj pentru Aliați. Pentru următoarele două săptămâni Rommel și comandanții Axei aflați mai la nord au dezbătut ce să facă în continuare.

### Sidi Bouzid
Rommel nu a luat în considerare Armata a Opta ca fiind o amenințare serioasă, pentru că până când Tripoli era deschis, Montgomery își putea păstra doar o forță mică în sudul Tunisiei. Navele au început descărcarea proviziilor pe 9 februarie, dar portul nu a fost pe deplin operațional până la sfârșitul lunii.
Rommel a făcut o propunere la începutul lunii februarie către Comando Supremo (Înaltul Comandament italian de la Roma) de a ataca cu două grupuri de luptă, inclusiv detașamente din Armata a 5-a Panzer, către două baze de aprovizionare americane la vest de brațul vestic al munților din Algeria. O împingere rapidă a trupelor americane ar fi putut avea ca rezultat capturarea proviziilor americane și ar fi putut perturba încercarea SUA de a concentra forțele sale armate lângă Tebessa. Arnim s-a opus și atacul a fost întârziat timp de o săptămână până când s-a ajuns la acordul de începere a operațiunii Frühlingswind, un atac al Armatei a 5-a Panzer prin centrul de comunicații și aprovizionare al SUA din Sidi Bou Zid. Forțele lui Rommel, aflate la 97 km spre sud-vest, trebuiau să efectueze operațiunea Morgenluft pentru a captura Gafsa și să înainteze spre Tozeur.
Pe 14 februarie, diviziunile 10 și 21 Panzer au început bătălia de la Sidi Bouzid, la aproximativ 16 km vest de Faïd, în câmpia interioară a Munților Atlas. Tancurile americane au fost înfrânte, iar infanteria, așezată prost pe trei dealuri și incapabilă să-și acorde sprijin reciproc, a fost izolată. Un contraatac a doua zi a fost ușor respins și pe 16 februarie, germanii au avansat spre Sbeitla.  După succesul de la Sidi Bou Zid, Rommel a ordonat grupului de asalt al Afrika Korps să atace Gafsa pe 15 februarie, dar în noaptea precedentă, Anderson a ordonat apărătorilor să evacueze Gafsa și să facă linia principală de apărare a dealurilor din jurul localității Feriana, pentru că credea că Gafsa nu trebuie apărat împotriva unui atac amplu. A doua zi, din cauza amenințării la flancul sudic, Anderson a obținut acordul lui Eisenhower și a ordonat retragerea din estul munților Dorsali, dinspre Feriana spre nord. La începutul zilei de 17 februarie, Fredendall a ordonat retragerea din Sbeitla și Feriana. Corpul II al SUA s-a putut concentra la pasurile Kasserine și Sbiba, pe brațul vestic al munților. Victimele SUA au fost de 2.546 oameni, 103 tancuri, 280 de vehicule, 18 tunuri de campanie, trei tunuri antitanc și o baterie antiaeriană.

### Planul de atac al Axei
În această fază a bătăliei în tabăra Axei erau discuții despre ce să facă în continuare; toată Tunisia era sub controlul Axei și nu mai era nimic de făcut până când Armata a opta a ajuns la Mareth. Rommel a decis să atace prin Pasul Kasserine forța principală a Corpului II SUA de la Tébessa pentru a captura provizii SUA pe partea algeriană a brațului vestic al munților, pentru a elimina capacitatea aliaților de a ataca coridorul de coastă care leagă Mareth de Tunis și de a amenința flancul sudic al primei armate. La 18 februarie, Rommel și-a transmis propunerile lui Albert Kesselring, care le-a transmis cu binecuvântarea sa către Comando Supremo din Roma.
La ora 13:30, pe 19 februarie, Rommel a primit acordul Comando Supremo cu privire la un plan revizuit. El trebuia să aibă 10 și 21 de divizii Panzer transferate de la Armata a 5-a Panzer a lui Arnim sub comanda sa și să atace prin pasurile Kasserine și Sbiba către Thala și El Kef spre nord, curățând Dorsalul de Vest și amenințând flancul Armatei 1-a americane.  Rommel era îngrozit; planul dispersa forțele Axei și, prin treceri, expunea flancurile sale. Un atac concentrat asupra Tébessa, deși implica un anumit risc, putea obține aprovizionări extrem de necesare armatei germane, putea distruge potențialul aliat pentru operațiuni în centrul Tunisiei și putea captura aerodromul de la Youks-les-Bains, la vest de Tébessa.

## Bătălia

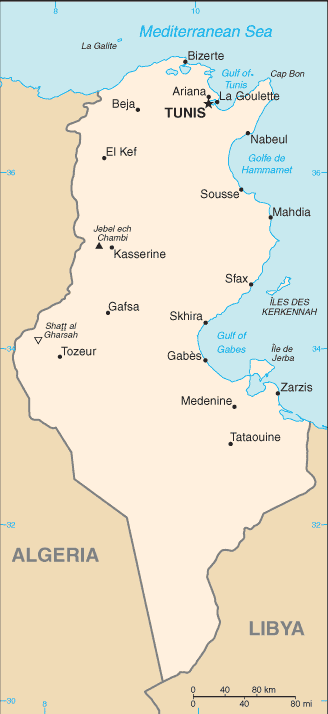
Tunisia

În primele ore ale zilei de 19 februarie, Rommel a ordonat grupului de asalt Afrika Korps de la Feriana, să atace pasul Kasserine. Diviziei 21 Panzer de la Sbeitla i s-a ordonat să atace spre nord prin trecătoarea de la est de Kasserine, care ducea la Sbiba și Ksour Essaf. Kampfgruppe von Broich, grupul de luptă trimis de Arnim din Divizia a 10-a Panzer, a primit ordin să fie concentrat la Sbeitla, unde să fie gata să exploateze succesul în ambii trecători. 

### Sbiba
Zona Sbiba a fost atacată de grupurile de luptă Stenkhoff și Schuette, rămășițe ale Diviziei 21 Panzer. În fața avansului blindat german se afla Divizia a 6-a de Blindate Britanică (mai puțin a brigada a 26-a blindată care, cu excepția tancurilor din regimentul britanic 16/5 Lancers, a fost trimisă la Thala). De asemenea, în linie se afla cea de-a 18-a Echipă de luptă regimentală din Divizia 1 Infanterie din SUA; și trei batalioane de infanterie din Divizia 34 Infanterie din SUA. Erau, de asemenea, trei batalioane de artilerie de campanie din SUA, elemente ale două regimente antitanc britanice și câteva detașamente franceze. Germanii au făcut puține progrese împotriva puterii de foc combinate a forței de apărare, care a pus și mine. Divizia 21 Panzer a fost verificată și apoi condusă înapoi până pe 20 februarie.